# Supercross
Supercross er en variant af motocross og køres på en teknisk krævende bane med mange store dobbelt hop og lignende, som regel på et stadion eller indendørs i en hal.
Nogle af de store supercross-stjerner er Chad Reed, Ricky Carmichael, James Stewart jr., Ryan Villopoto, Ryan Dungey og Jeremy McGrath, Ricky Carmichael og Christian Altenburg kører dog ikke som professionelle mere. Ricky Carmichael er kommentator på Kanalen SPEED [kilde mangler].